# Lei jobs
A lei JOBS (Jumpstart Our Business Startups Act, JOBS Act) é uma lei criada para encorajar o financiamento das pequenas empresas americanas ao aliviar vários regulamentos de segurança. Foi aprovada com o apoio da coligação política e promulgada pelo presidente Barack Obama no dia 5 de Abril de 2012. O termo genérico "Lei JOBS" é por vezes usado informalmente para referir apenas os Títulos II e III da lei, que são os seus dois mais importantes títulos para a comunidade de financiamento colectivo. O Título II foi aprovado no dia 23 de Novembro de 2013. O Título III está ainda pendente.

## Disposições da lei
A Lei, entre muitas outras coisas, estende a quantidade de tempo que certas sociedades anónimas novas têm para se conformar com certos requisitos, incluindo alguns originados com a Lei Sarbanes-Oxley, de dois para cinco anos.
As disposições primárias do projecto da Câmara emendado iriam:
- Aumentar o número de accionistas que uma empresa pode ter antes de ser exigida a registar as suas acções ordinárias com o SEC e tornar-se numa sociedade anónima. Agora, estes requisitos são geralmente desencadeados quando os activos de uma empresa atingem os 10 milhões de dólares e a mesma tem 500 accionistas registados.[4][5] O projecto da Câmara alteraria isto de modo a que o limiar seja atingido apenas se a empresa tiver 500 accionistas "não-acreditados" ou 2,000 accionistas no total, incluindo acreditados e não-acreditados.[2][3]
- Fornecer uma nova isenção do requisito para registar ofertas públicas com o SEC, para certos tipos de pequenas ofertas, sujeitas a diversas condições. Esta isenção iria permitir o uso de "portais de financiamento" da internet, registados junto ao governo, cujo uso em colocações privadas é extremamente limitado pela lei actual. Uma das condições desta isenção é um limite máximo anual para a quantidade que cada pessoa pode investir em ofertas deste tipo, de acordo com o património líquido ou salário anual dessa pessoa. Os limites são 2,000 $ ou 5% (qualquer que seja o maior) para pessoas que recebem (ou valem) até 100,000 $, e 100,000 $ ou 10% (qualquer que seja o menor) para pessoas que recebem (ou valem) 100,000 $ ou mais. Pretende-se com esta isenção permitir uma forma de financiamento colectivo ou crowdfunding.[6] Embora existam já muitos tipos de isenções, a maioria das ofertas isentas, especialmente as que são organizadas através da internet, são oferecidas apenas a investidores acreditados, ou limitam o número de investidores não-acreditados autorizados a participar devido às restrições legais sobre as colocações privadas de títulos. Ainda mais, a lei obriga a exames de fichas financeiras para ofertas entre os 100,000 $ e os 500,000 $, e balanços de fichas financeiras para ofertas maiores que 500,000 $ (notando uma oferta máxima de 1,000,000 $).
- Definir "empresas de crescimento emergente" como aquelas cujas receitas brutas anuais somam menos de mil milhões de dólares no seu ano fiscal mais recente.[24]
- Aliviar as empresas de crescimento emergente de certos requisitos regulamentares na declaração de registo que solicitam aquando a sua oferta pública inicial, e durante um período de cinco anos depois disso. O maior alívio é relativo às obrigações impostas pela Secção 404 da Lei Sarbanes-Oxley e normas e regulamentos relacionados. As novas sociedades anónimas têm agora uma integração progressiva de dois anos e a lei iria alargar esse prazo com três anos adicionais. As sociedades mais pequenas têm também direito a um alívio especial destes requisitos e a lei não altera isso.[6]
- Suspender a proibição à “solicitação geral” e à publicidade em certos tipos de colocações privadas de títulos.[6] Isto permite um mais amplo marketing de colocações, desde que as empresas vendam somente a investidores acreditados (com base no salário, património líquido ou confirmação escrita de terceiros específicos).[7]
- Elevar o limite para ofertas de títulos isentas conforme o regulamento A de 5 $ milhões para 50 $ milhões, permitindo assim angariações de fundos maiores sob este regulamento simplificado.[6]
- Aumentar o número de accionistas permitidos em bancos comunitários de 500 para 2,000.[6]
- A lei proíbe o financiamento colectivo de fundos de investimento.[8]

As primeiras seis secções, ou "títulos", da Lei JOBS foram denominadas de acordo com as leis originais em que cada secção se baseou, e, a última secção, Título VII, diz ao SEC para promover a nova legislação às pequenas e médias empresas e às empresas possuídas por mulheres, veteranos de guerra e minorias. O Título III da Lei, a provisão do financiamento colectivo, é considerada uma das mais importantes isenções de títulos desde a Lei dos Títulos original de 1933.

## Estatuto actual
Os Títulos I, V, e VI da Lei JOBS entraram em vigor imediatamente após a lei ter sido decretada. O SEC aprovou o levantamento da proibição de solicitação geral no dia 10 de Julho de 2013, abrindo caminho para a adopção do Título II. Desde Abril de 2013, o SEC espera uma redacção mais detalhada dos Títulos III e IV, que não atingiram os seus objectivos originais. As normas do Título III foram propostas pelo SEC para adopção no dia 23 de Outubro de 2013.